# Tarphochlamys
Tarphochlamys là chi thực vật có hoa trong họ Acanthaceae.